# Moxie (film)
Moxie is een Amerikaanse komedie-dramafilm uit 2021 onder regie van Amy Poehler. De film, die het verhaal vertelt van een verlegen 16-jarig meisje dat een feministische revolutie begint, is gebaseerd het gelijknamige boek uit 2015 van Jennifer Mathieu en werd op 3 maart 2021 uitgebracht op de streamingwebsite Netflix.

## Verhaal
De 16-jarige verlegen Vivian woont samen met haar moeder Lisa en is samen met haar beste vriendin Claudia een leerling op Rockport High School. Ze heeft een oogje op Seth, die de afgelopen zomer een groeispurt heeft gehad. Wanneer Lucy, een nieuwe leerling, wordt lastiggevallen door de populairste jongen van de school en tevens aanvoerder van het footballteam, krijgt ze van alle kanten het advies hem te negeren. Ook Vivian laat haar weten dat de jongen in kwesite, Mitchell, haar snel met rust zal laten zolang ze niet terugvecht. De uitgesproken Lucy heeft niks aan dit advies en gaat het gevecht aan. Dit inspireert Vivian, wier moeder een feministische activist was in haar tienerjaren en haar altijd heeft aangemoedigd voor zichzelf op te komen.
De volgende dag op school verspreiden de jocks een lijst waarin ze de meiden van school rangschikken op verscheidene bijvoeglijke naamwoorden. Voor Vivian is de maat vol en ze begint een feministisch tijdschrift genaamd 'Moxie' dat ze anoniem door de school verspreidt. Het tijdschrift is erop gericht de oneerlijke behandeling van meisjes op school aan de kaak te stellen. Vivian raakt bevriend met Lucy, evenals met een groep andere meisjes die zijn neergeslagen, maar haar beste vriendin Claudia is terughoudend om achter de beweging te komen en het leidt uiteindelijk tot een breuk tussen hen. Vivian begint ook een relatie met Seth, die weet dat ze Moxie is begonnen en haar volledig ondersteunt.
Het succes van 'Moxie' groeit en Vivian komt al gauw onder prestatiedruk te staan. Ze begint een actie om Kiera (in plaats van Mitchell) te verkiezen tot sterspeler van het sportteam van de school, maar directeur Shelly - die de feministische actie niet ondersteunt - roept Mitchell uit tot winnaar. Later reageren de Moxie-meisjes op de overwinning van Mitchell door overal op school ruwe stickers te plakken. Directeur Shelly eist dat iemand wordt gestraft voor de actie en Claudia, die zich uiteindelijk bij de groep voegde, neemt de val ervoor. Vivian, die nog steeds haar identiteit als Moxie-oprichter aan niemand heeft opgebiecht, voelt zich schuldig voor de hoge prijs die Claudia betaalt.
Niet veel later vindt Vivian een briefje van een anoniem meisje dat beweerde het jaar ervoor verkracht te zijn. Onder leiding van Vivian organiseren de Moxie-aanhangers een walk-out ter ondersteuning van het meisje. Vivian onthult tijdens de walk-out dat ze Moxie is begonnen. Hoofdcheerleader Emma komt naar voren als het meisje dat het briefje schreef en onthult aan iedereen dat Mitchell haar het jaar ervoor verkrachtte. Alle studenten zijn geschokt en verlenen hun steun.
Vivian verzoent met haar moeder, Claudia en Seth, en Moxie krijgt meer volgers.

## Rolverdeling
| Acteur                 | Personage         |
| ---------------------- | ----------------- |
| Hadley Robinson        | Vivian            |
| Lauren Tsai            | Claudia           |
| Alycia Pascual-Peña    | Lucy              |
| Nico Hiraga            | Seth              |
| Sabrina Haskett        | Kaitlynn          |
| Patrick Schwarzenegger | Mitchell          |
| Sydney Park            | Kiera             |
| Anjelika Washington    | Amaya             |
| Emily Hopper           | Meg               |
| Josie Totah            | CJ                |
| Amy Poehler            | Lisa              |
| Ike Barinholtz         | Mr. Davies        |
| Marcia Gay Harden      | Directeur Shelley |
| Josephine Langford     | Emma              |
| Joshua Darnell Walker  | Jason             |
| Clark Gregg            | John              |
| Avantika Vandanapu     | meisje            |

## Ontvangst
Recensent van De Volkskrant beoordeelde de film met drie uit vijf sterren: "Leuk hoe je door Moxie met een andere blik naar highschoolfilms kunt gaan kijken. Poehler slaat bovendien een interessante brug tussen de riot grrrls van de jaren negentig en de jonge feministen van nu. [..] Soms neigt het door de dialogen naar pamflettisme, maar zo woedend als het Rebel Girl-strijdlied dat als een rode draad door de film loopt, wordt het ook weer niet. Dit alles maakt Moxie nogal braaf. Je kunt je er geen buil aan vallen, maar dat is uiteraard een nadeel voor een film die revolutie wil prediken."
Ook criticus van het Algemeen Dagblad had drie uit vijf sterren over voor de film: "Moxie barst van de goodwill en trekt een blik aan jong bruisend talent open met Hadley Robinson voorop als het 16-jarige meisje dat een overtuigende transitie maakt van grijze muis naar zelfverzekerde opstandeling. Het gaat jammer genoeg mis in de wil om progressief te zijn. [..] Met het presenteren van stereotypen onderschat Poehler haar doelgroep. Het resulteert in een climax die pijnlijk uit de bocht vliegt."